# Versorgungsamt

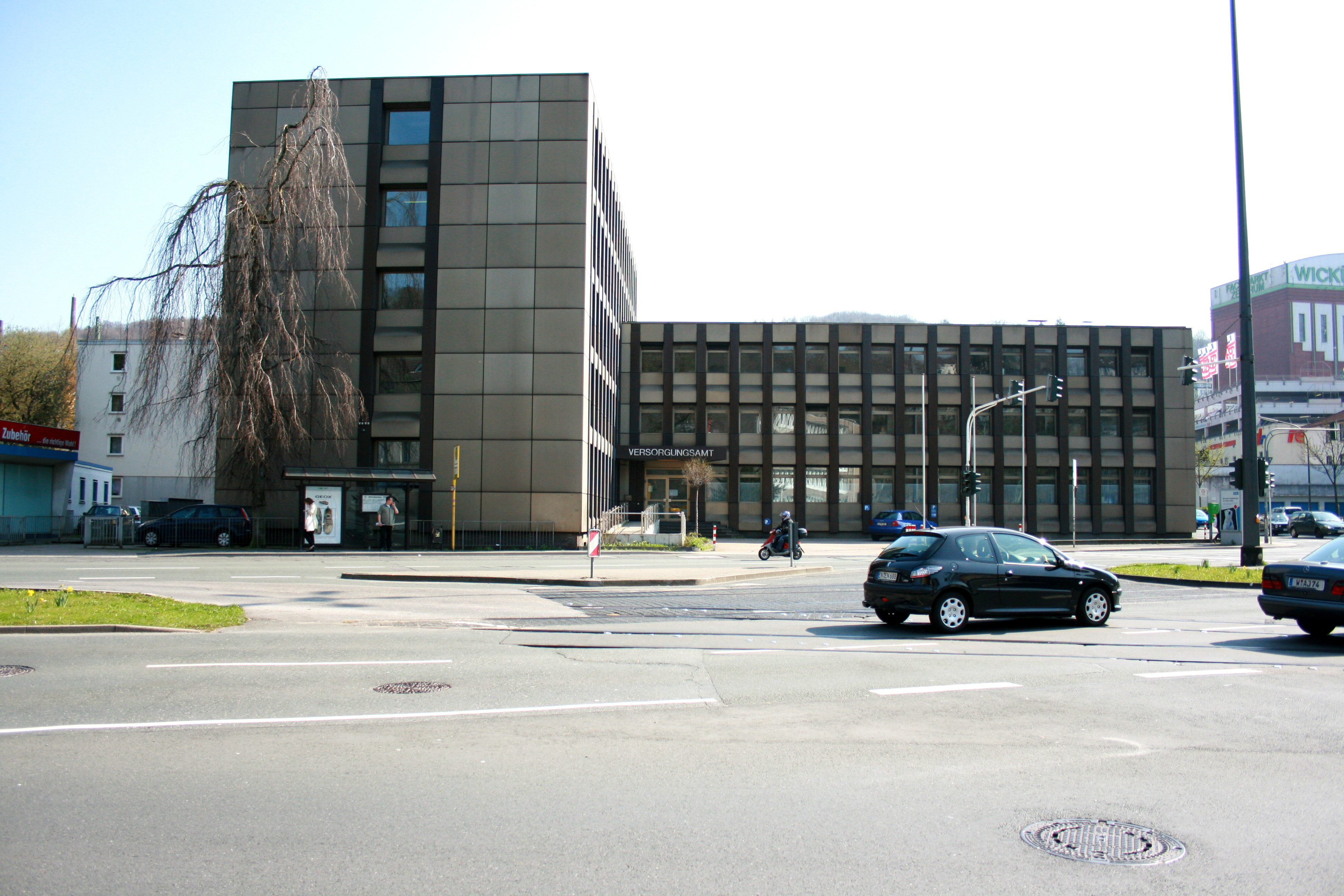
Das ehemalige Versorgungsamt in Wuppertal

Ein Versorgungsamt oder Amt für Soziale Angelegenheiten (ASA) hat in Deutschland Aufgaben im Rahmen der sozialen Sicherung, der individuellen Entschädigung besonders Betroffener und für Schwerbehindertenangelegenheiten.

## Geschichte

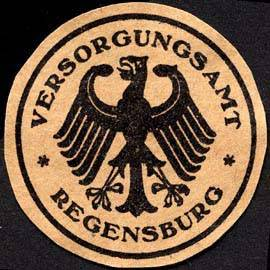
Siegelmarke Versorgungsamt Regensburg

Die Versorgungsverwaltung bezog sich zunächst nur auf die Entschädigung von Kriegsopfern. Als Folge des Deutsch-Französischen Krieges 1870–1871 gab es tausende von ihnen im Deutschen Reich. 1871 wurde eine Entschädigung für sie eingeführt. Nach dem Ende des Ersten Weltkrieges vergrößerte sich die Anzahl kriegsbedingt Versehrter in Deutschland. 1920 erfolgte die Verabschiedung des Reichsversorgungsgesetzes, um ihre Versorgung zu gewährleisten.
Am 1. Oktober 1950 trat das Bundesversorgungsgesetz in Kraft und ersetzte die nach dem Zweiten Weltkrieg geschaffenen länderrechtlichen Vorschriften zur Kriegsopferversorgung. Am 12. März 1951 folgte das „Gesetz über die Errichtung der Verwaltungsbehörden der Kriegsopferversorgung“. Die Versorgungsämter und Landesversorgungsämter wurden als besondere Verwaltungsbehörden der Länder errichtet. Durch mehrere Gesetzesänderungen können die Länder inzwischen die Versorgungsämter auch in allgemeinen Verwaltungsbehörden oder bei Kommunen ansiedeln. Diese strukturellen Änderungsmöglichkeiten werden derzeit von den Ländern auf unterschiedliche Weise wahrgenommen, wie untenstehend teilweise ersichtlich.
Die Versorgungs- und Landesversorgungsämter sind Leistungsträger im Sinne der § § 12, 24  Abs. 2 Ersten Buches Sozialgesetzbuch (SGB I).

## Aufgaben
Aufgrund der Verwaltungskompetenz der Länder nach Artikel 85 des Grundgesetzes haben die Versorgungsämter in den Ländern unterschiedliche Aufgaben. Die Versorgungsverwaltung umfasst heute:
- Opferentschädigung nach dem Vierzehnten Buch Sozialgesetzbuch (SGB XIV)
- Versorgung von Zivildienstleistenden nach dem Zivildienstgesetz (ZDG)
- Versorgung bei Impfschaden nach dem Infektionsschutzgesetz (IfSG), früher Bundes-Seuchengesetz
- Schwerbehindertenangelegenheiten nach dem Neunten Buch Sozialgesetzbuch (SGB IX)

In Bayern, Mecklenburg-Vorpommern, Hessen, Nordrhein-Westfalen, dem Saarland, und Schleswig-Holstein ist das Versorgungsamt auch für die Auszahlung des Erziehungsgeldes bzw. Elterngeldes zuständig.

## Organisation
- Baden-Württemberg: Unter Aufsicht des Landesversorgungsamtes beim Regierungspräsidium Stuttgart 35 Landratsämter
- Bayern: Zentrum Bayern Familie und Soziales mit Regionalstellen in den sieben Regierungsbezirken
- Berlin: Landesamt für Gesundheit und Soziales Berlin
- Brandenburg: Landesamt für Soziales und Versorgung des Landes Brandenburg an den drei Standorten (Cottbus, Frankfurt (Oder) und Potsdam)
- Bremen: Amt für Versorgung und Integration Bremen
- Hamburg: Versorgungsamt Hamburg
- Hessen: Unter Aufsicht des Landesversorgungsamtes beim Regierungspräsidium Gießen sechs Ämter für Versorgung und Soziales in Kassel, Gießen, Fulda, Wiesbaden, Frankfurt am Main und Darmstadt
- Mecklenburg-Vorpommern: Landesamt für Gesundheit und Soziales in Rostock und vier weitere Dezernate in Stralsund, Schwerin, Rostock und Neubrandenburg
- Niedersachsen: Landesamt für Soziales, Jugend und Familie mit sieben Regionalstellen in Braunschweig, Hannover, Hildesheim, Oldenburg, Osnabrück, Verden und Lüneburg
- Nordrhein-Westfalen: Versorgungsämter kommunalisiert  (wahrgenommen durch die Landschaftsverbände, die Kreise und kreisfreien Städte)
- Rheinland-Pfalz: Landesamt für Soziales, Jugend und Versorgung Rheinland-Pfalz in Mainz und vier Ämter für Soziale Angelegenheiten in Koblenz, Landau, Mainz und Trier
- Saarland: Landesamt für Soziales
- Sachsen: Kommunaler Sozialverband Sachsen – Außenstelle Chemnitz, Fachbereich 4, Landesversorgungsamt
- Sachsen-Anhalt: Landesverwaltungsamt Sachsen-Anhalt
- Schleswig-Holstein: Landesamt für soziale Dienste in Neumünster und vier Außenstellen in Kiel, Heide, Lübeck und Schleswig
- Thüringen: Thüringer Landesverwaltungsamt, Versorgungsämter kommunalisiert

## Baden-Württemberg
Seit Januar 2005 (Inkrafttreten der Verwaltungsreform Baden-Württemberg unter Aufsicht des Regierungspräsidiums Stuttgart) wird das Soziale Entschädigungsrecht (BVG und Nebengesetze) sowie das Schwerbehindertenrecht (SGB IX) in den jeweiligen Landratsämtern bearbeitet. Hier wurde das ehemalige Landesversorgungsamt (LVA) als Abteilung eingegliedert. 
Da die Fallzahlen im sozialen Entschädigungsrecht laufend zurückgehen, hat der Landesgesetzgeber die Möglichkeit geschaffen, so genannte „Gemeinsame Dienststellen“ mehrerer Landratsämter zu bilden. Inzwischen werden diese Aufgaben bei zehn Landkreisen aufgrund freiwilliger Vereinbarung in solchen gemeinsamen Dienststellen erledigt. Außerdem wurde dem Landratsamt Böblingen als einzigem Landratsamt per Rechtsverordnung nach § 13 Abs. 2 Landesverwaltungsverfahrensgesetz die Zuständigkeit für dieses Aufgabengebiet auch für die Gebiete der Landkreise Esslingen und Rems-Murr-Kreis übertragen.
Die Aufgaben des Schwerbehindertenrechts (SGB IX) werden von allen 35 Landratsämtern wahrgenommen.
Die Aufgaben wurden nicht auch auf die Städte übertragen, da die Aufgaben in diesem Bereich nur von den staatlichen Behörden wahrgenommen werden. Die Städte sind dabei nicht wie die Landratsämter in Baden-Württemberg janusköpfig, das bedeutet, sie sind nicht gleichzeitig kommunale und staatliche Behörden.

## Nordrhein-Westfalen
Zum 31. Dezember 2007 wurden die Versorgungsämter aufgelöst und deren (Haupt-)Aufgaben neu verteilt:
- Die Aufgaben nach dem Schwerbehindertenrecht und die Bearbeitung und Auszahlung von Elterngeld werden auf die jeweiligen Kreise und kreisfreien Städte verteilt. Teilweise gibt es Kooperationen von Städten und Kreisen. So bleibt z. B. zunächst der Standort Wuppertal erhalten und die Kommunen Remscheid, Solingen und Wuppertal erledigen diese Aufgaben von dort aus zentral für ihre Bürger. Der Standort Dortmund bearbeitet diese Gebiete für die Städte Dortmund, Bochum und Hagen.
- Die Aufgaben nach dem Erziehungsgeldgesetz werden von der Bezirksregierung Münster (Regierungsbezirk Münster) erledigt.
- Die Aufgaben für Soziale Entschädigung z. B. nach dem Bundesversorgungsgesetz, Soldatenversorgungsgesetz und Opferentschädigungsgesetz werden von den Landschaftsverbänden Rheinland und Westfalen-Lippe übernommen.
- Die Arbeitsmarktprogramme werden von den Bezirksregierungen in NRW je nach Zuständigkeit übernommen.

Die Auflösung der Versorgungsämter in Nordrhein-Westfalen war umstritten. Die Opposition im Landtag bemängelte u. a., dass die Folgekosten für die Kommunen nicht absehbar wären und eine Auflösung ggf. kostenintensiver sei als die Beibehaltung.

## Rheinland-Pfalz
Die Aufgaben nimmt seit 1996 das Landesamt für Soziales, Jugend und Versorgung Rheinland-Pfalz wahr.

### Allgemein
- Versorgungsmedizinische Grundsätze
- Häufige Fehler in ärztlichen Attesten
- Ortsverzeichnis Deutschland nach zuständigen Versorgungsämtern (nur Schwerbehindertenrecht, SGB IX)

### Nach Bundesländern
- Baden-Württemberg: Regierungspräsidium Stuttgart, Abteilung 10 – Landesversorgungsamt Baden-Württemberg
- Bayern: Zentrum Bayern Familie und Soziales (ZBFS)
- Berlin: Landesamt für Gesundheit und Soziales (LAGeSo)
- Brandenburg: Landesamt für Soziales und Versorgung des Landes Brandenburg (LASV)
- Bremen: Amt für Versorgung und Integration Bremen (AVIB)
- Hamburg: Versorgungsamt Hamburg
- Hessen: Regierungspräsidium Gießen, Versorgungsverwaltung des Landes Hessen
- Mecklenburg-Vorpommern: Landesamt für Gesundheit und Soziales Mecklenburg-Vorpommern
- Niedersachsen: Niedersächsisches Landesamt für Soziales, Jugend und Familie
- Nordrhein-Westfalen: Bezirksregierung Münster (nur Schwerbehinderung)
- Rheinland-Pfalz: Landesamt für Soziales, Jugend und Versorgung des Landes Rheinland-Pfalz (LSJV)
- Saarland: Saarland, Landesamt für Soziales
- Sachsen: Kommunaler Sozialverband Sachsen (KSV Sachsen)
- Sachsen-Anhalt: Landesverwaltungsamt Sachsen-Anhalt
- Schleswig-Holstein: Landesamt für soziale Dienste Schleswig-Holstein
- Thüringen: Freistaat Thüringen, Landesverwaltungsamt, Abteilung Versorgung und Integration